# Hydrogendifluorid sodný
Hydrogendifluorid sodný je anorganická sloučenina se vzorcem NaHF2. Skládá se ze sodného kationtu (Na+) a hydrogendifluoridového aniontu (HF −
2 ). Je to bílá pevná látka, nehořlavá, hygroskopická a s výrazným zápachem. Zahříváním dochází k jeho rozkladu. Nachází využití v průmyslu.

## Reakce
Hydrogendifluorid sodný disociuje na kyselinu fluorovodíkovou a fluorid sodný:
NaHF2 ⇌ HF + NaF
Zpětná reakce je využívána pro odstraňování HF z elementárního fluoru vyráběného elektrolyticky. Tuto rovnováhu můžeme pozorovat po rozpuštění soli nebo při zahřívání pevné látky. S kyselinami reaguje za vzniku HF, např. reakcí s hydrogensíranem vzniká síran sodný a fluorovodík.
Silné zásady deprotonují hydrogendifluorid, např. reakce s hydroxidem vápenatým poskytuje fluorid vápenatý.
S vodou a vlhkostí na pokožce reaguje za vzniku HF, ten uvolňuje i při zahřívání. K jeho rozkladu dochází při kontaktu se silnými kyselinami a bázemi, kovy, vodou nebo sklem.

## Výroba
Vyrábí se neutralizací fluorovodíku, který vzniká při výrobě superfosfátu z fluoroapatitu. Jako báze se využívají uhličitan sodný nebo hydroxid sodný. Proces se skládá ze dvou kroků, které lze popsat rovnicemi:
HF + NaOH → NaF + H2O
HF + NaF → NaHF2

## Využití
Hlavním způsobem využitím je prekurzor pro přípravu fluoridu sodného, kterého se ročně vyrobí milióny tun.

### Čisticí prostředky
Nachází také využití jako součást čisticích prostředků, kde se využívá afinity fluoridového iontu k železu a oxidům křemíku. Lze jej použít k čištění cihel, kamene, keramiky a zdiva.